# La verità del ghiaccio
La verità del ghiaccio (Deception Point) è il terzo romanzo thriller dello scrittore Dan Brown, scritto nel 2001 e pubblicato in Italia nell'ottobre 2005.
È ispirato alla vicenda del meteorite ALH 84001, espressamente citato all'inizio del romanzo.

## Trama
In questo thriller politico Dan Brown mette in scena un eccezionale ritrovamento da parte della NASA: un meteorite, nella banchisa artica, che conterrebbe prove inconfutabili della vita extraterrestre.
Questo eccezionale ritrovamento avviene proprio a pochi mesi dalle elezioni presidenziali, ed è un'arma potente nelle mani del presidente in carica, Zach Herney, che rischia di non essere rieletto a causa dei continui fallimenti dell'agenzia spaziale americana. Il suo avversario, il senatore Sedgewick Sexton, punta invece ad una politica anti-NASA volta a favorire le agenzie spaziali private.
Prima che la notizia del ritrovamento venga resa pubblica, il presidente invia un gruppo di scienziati, quali Michael Tolland e Corky Marlinson, ad indagare, e con essi invia anche un'agente del National Reconnaissance Organisation, Rachel Sexton, figlia del senatore.
Gli scienziati pensano di trovarsi davanti ad una truffa, e appena iniziano a sospettare vengono presi di mira da una terribile squadra di killer. In un'epica fuga, Michael Tolland, Rachel Sexton e gli altri cercano di trovare le prove definitive dell'inganno ordito dalla NASA, nel quale sospettano sia coinvolto anche il presidente, che annuncia in una conferenza il ritrovamento.

## Personaggi
- Charles Brophy: canadese che viene ucciso dopo essere stato costretto a inviare un messaggio a bassa frequenza in cui diceva di aver trovato un meteorite;
- Rachel Sexton: figlia del senatore che lavora all'NRO, viene inviata a controllare l'autenticità del meteorite;
- Sedgewick Sexton: padre di Rachel candidato alle elezioni presidenziali;
- Delta Force: un gruppo di uomini delle forze speciali americane che assalirà il gruppo di scienziati per impedire che la verità sia scoperta;
- William Pickering: direttore dell'NRO che cercherà di proteggere Rachel;
- Gabrielle Ashe: la segretaria di Sexton che cerca di scoprire le malefatte del suo capo e lo aiuterà a dimostrare la falsità del meteorite;
- Zachary Herney: Attuale presidente in sfida con Sexton, gioirà molto nel sapere la notizia del meteorite e manderà lì Rachel per far sì che il suo avversario venga sconfitto dalla stessa figlia;
- Marjorie Tench: segretaria e aiutante del presidente, cercherà di convincere Gabrielle a tradire il suo capo e vorrà impedire che la verità venga a galla;
- Lawrence Ekstrom: direttore della NASA che cercherà di coprire la morte di Ming e costringerà Chris Harper a mentire sul PODS;
- Michael Tolland: un biologo marino inviato a controllare l'autenticità del meteorite. Uno degli scienziati che verranno assaliti dalle Delta Force e proverà a confermare l'autenticità del meteorite;
- Corky Marlinson: astrofisico, anche lui sarà assalito dalle Delta Force; a differenza degli altri è strenuo difensore dell'autenticità del meteorite;
- Wailee Ming: è un paleontologo che cadrà accidentalmente dentro il pozzo di estrazione del meteorite;
- Norah Mangor: un'altra scienziata a capo del progetto del meteorite; verrà uccisa dalle Delta Force;
- Yolanda Cole: Amica di Gabrielle, cercherà di proteggere il senatore dall'accusa di ricevere finanziamenti illeciti e aiuterà l'amica a smentire l'autenticità del meteorite;
- Chris Harper: capo del progetto EOS costretto a mentire sul PODS;
- Xavia: aiuterà a far luce sul meteorite, ma sarà uccisa dalla Delta Force.

## Edizioni
- Dan Brown, La verità del ghiaccio, traduzione di Paola Frezza Pavese e Leonardo Pavese, collana Omnibus, Arnoldo Mondadori Editore, 2005,  p. 535, ISBN 88-04-54855-X.